# Jens Hilbert (Unternehmer)

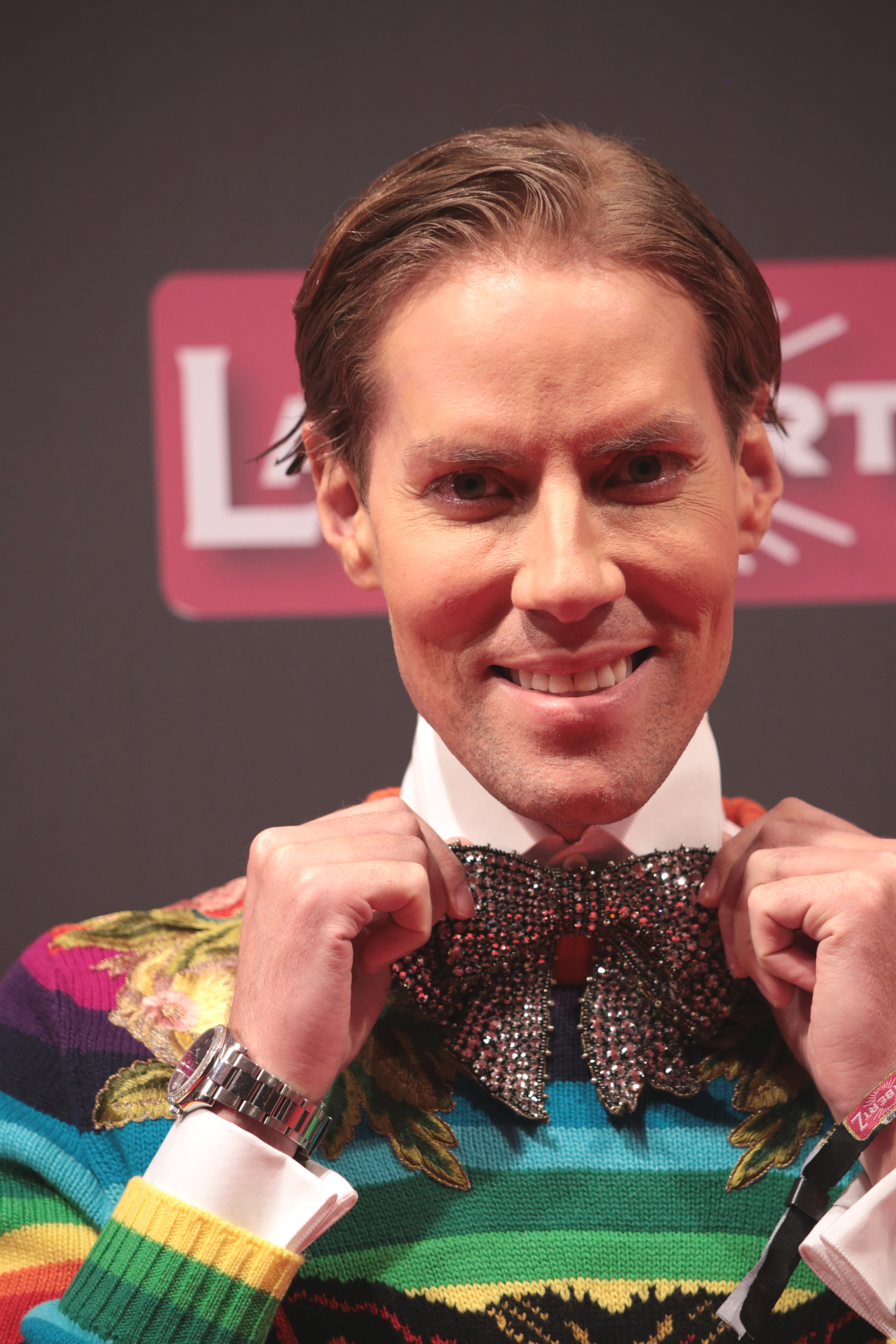
Jens Hilbert bei der Lambertz Monday Night 2018.

Jens Hilbert (* 14. Februar 1978 in Otzberg) ist ein deutscher Unternehmer, Buchautor und Reality-TV-Teilnehmer.

## Werdegang
Jens Hilbert wuchs in Otzberg im Odenwald auf. Seine Eltern waren in der Solarium-Branche tätig. Er absolvierte eine Ausbildung zum Bankkaufmann und anschließend ein BWL-Studium, welches er sich als Kellner finanzierte und als Diplom-Betriebswirt (FH) abschloss.
Im Jahr 2005 machte er sich als Franchisenehmer mit einem Haarentfernungsstudio in Frankfurt-Westend selbständig. Gründer und Ideengeber des auf Enthaarung spezialisierten Unternehmens Hairfree GmbH war Chris Kettern. Hilbert baute weitere Institute in Frankfurt am Main, Darmstadt, Michelstadt und Rüsselsheim auf. In den Jahren 2006, 2007 und 2008 war Hilbert jeweils erfolgreichster Franchisenehmer von Hairfree. Anfang 2008 stieg er in die Geschäftsführung der GmbH auf.
2014 war er Juror in der zweiten Staffel von Catwalk 30+ auf TLC. Im gleichen Jahr erschien sein Buch Den Mutigen gehört die Welt: Der Ratgeber für außergewöhnliche Karrieren. 2015 war Hilbert zunächst in der Real-Life-Doku Secret Millionaire und in einer Folge von Promi Shopping Queen zu sehen, ehe er im Oktober des Jahres in einer Punkt-12-Wochenserie Existenzgründerinnen sowie ein Jahr darauf in Schwierigkeiten geratene Unternehmerinnen auf Mallorca coachte. Im August 2017 siegte Hilbert nach Televoting in der fünften Staffel von Promi Big Brother. 2019 nahm er an der 2. Staffel von Dancing on Ice teil und erreichte den letzten Platz.

## Filmografie und TV-Auftritte
- 2014: Catwalk 30+ (TLC)
- 2015: Secret Millionaire (RTL)
- 2015: Promi Shopping Queen (VOX)
- 2015, 2016: Punkt 12-Wochenserie (RTL)
- 2016: Galileo – Der Alltag deutscher Millionäre (ProSieben)
- 2016: Nachtcafé (SWR)
- 2017: NDR Talk Show (11. August 2017)[5]
- 2017: Promi Big Brother (Sat.1)
- 2018: Promis Privat – Mein (fast) perfektes Leben (Sat.1)
- 2019: Dancing on Ice (Sat.1)
- 2020: Prominent und obdachlos (RTL II)
- 2021: wunderbar anders wohnen (RTL)
- 2025: Kampf der Realitystars – Schiffbruch am Traumstrand (RTL II)

## Werke
- Den Mutigen gehört die Welt: Der Ratgeber für außergewöhnliche Karrieren Redline Verlag, München 2014, ISBN 978-3-86881-532-0.